# Hyperion (Hölderlin)
Hyperion oder Der Eremit in Griechenland (en català, Hiperió o l'eremita a Grècia), és una novel·la d'alt contingut líric escrita per l'escriptor alemany Friedrich Hölderlin entre 1794 i 1795. Part d'ella va ser publicada per Schiller en la revista Thalia. És l'obra que millor acolliment va tenir en vida de l'autor. L'obra seria reivindicada pels romàntics, especialment amb la reedició de 1822.
Hölderlin confrontà els seus desitjos amb la realitat que va experimentar en el seu temps. El protagonista, Hyperion, a diferència de Werther, no escriu al seu amic Belarmino des de l'experiència immediata, sinó després d'haver-se retirat en solitud a meditar-la enmig de la naturalesa idíl·lica de Grècia. La novel·la s'ambienta en la segona meitat del segle xviii. El jove Hyperion creix segons els ideals grecs de la paideia grega: l'individu es considera part de la totalitat i unit a ella en harmonia: Ser un amb el tot és la vida de la divinitat, és el cel de l'ésser humà

## Argument
Hyperion esdevé a Grècia i tracta amb les forces invisibles, els conflictes, la bellesa i l'esperança.
En les seves aventures, Hyperion troba a Alabanda, un patriota revolucionari, un home d'acció que vol alliberar Grècia del jou turc (en aquest personatge Hölderlin encarna la filosofia de Fichte, les classes de la qual havia sentit a Jena, del Jo que s'elabora a si mateix). Però encara que Hyperion comparteix el credo republicà d'Alabanda, condemna l'ús de la violència. Després s'enamora de Diotima, símbol de la seva unió harmonitzadora amb la naturalesa: Oh vosaltres que busqueu el més alt i bell! […] Sabeu el seu nom? El nom del que és l'un i el tot? El seu nom és bellesa. L'esclat de la Guerra russoturca (1768-1774) dona fi a aquest idil·li. Alabanda el convenç per lluitar per la llibertat de Grècia, però l'ideal i la realitat no són compatibles i els lluitadors recorren el país devastant-lo, sense que cap dels dos puguin posar-los fre, així que Hyperion es retira resignat i, en assabentar-se de la mort de Diotima, torna a Alemanya. Però aquí troba un altre horror: un estat de súbdits oprimits. Llavors torna a Grècia amb la idea de mantenir una idea d'un món millor com a poeta profètic per a les generacions futures de la unió amb la divina naturalesa.
Hyperion és una novel·la en clau a molts nivells. Les figures protagonistes (Hyperion, Alabanda i Diotima) són personificacions dels ideals de la Revolució Francesa. I la solució no és política (van fracassar els intents republicans a França) sinó filosòfica, o millor, utòpica. El jo, alienat de la naturalesa per la divinització de la raó, ha de retrobar l'harmonia amb la naturalesa; això és la premissa necessària per a una nova moralitat".
L'obra pren com a espai la Grècia contemporània molt del gust de l'autor; els amors d'Hyperion i Diotima es fonamenten en els de Hölderlin i Susette Gontard. En un espai idealitzat se succeeixen les declaracions d'amor a manera de monòlegs juntament amb el desenvolupament d'una comunitat d'homes lliures en un món nounat.

## L'obra
Tot i ser una novel·la, l'obra sorgeix d'una mentalitat poètica i té, en certs passatges, un caràcter metapoètic, on explica la concepció de la creació artística com a punt d'unió entre l'home i els déus. L'amor és el motor de l'obra, l'home quan estima és un sol que tot ho veu i tot el transfigura, i posseeix un profund sentit polític. Com recorda Julio Cortázar en Prosa de l'observatori, les reflexions sobre el sorgir d'un nou estat van portar Thomas Mann a assenyalar que:
| « | Les coses estarien millor si Marx hagués llegit Hölderlin | » |